# میمونک‌سانان
میمونک‌سانان راسته‌ای از پستانداران کیسه‌دار است که در کلان‌راسته کیسه‌داران جنوبی گذاشته شده‌است. از این راسته تنها یک گونه با نام میمونک کوهی باقی‌مانده‌است که در کوه‌های آند در آمریکای جنوبی زندگی می‌کند. در دوره‌های الیگوسن و میوسن تعداد شش گونه عضو این راسته بودند.
- تیره میمونکان، آمگینو، ۱۸۸۷
  - سرده میمونک‌ها، توماس، ۱۸۹۴
    - میمونک کوهی، توماس، ۱۸۹۴